# Rabenau (Sasko)
Rabenau je město v německé spolkové zemi Sasko. Nachází se v zemském okrese Saské Švýcarsko-Východní Krušné hory a má přibližně 4 500 obyvatel.

## Geografie
Rabenau se rozkládá jižně od saského hlavního města Drážďany. Městem protéká řeka Rote Weißeritz, jejímž údolím prochází úzkorozchodná železniční trať zvaná Weisseritzská dráha.

## Historie
V písemných pramenech je prvně zachyceno roku 1235 jako Rabinowe. Roku 1412 získalo městská práva.

## Správní členění
Rabenau se dělí na 6 místních částí.
- Karsdorf
- Lübau
- Obernaundorf
- Oelsa
- Rabenau
- Spechtritz

## Pamětihodnosti
- kostel svatého Jiljí
- radnice
- podstávkové domy

## Galerie

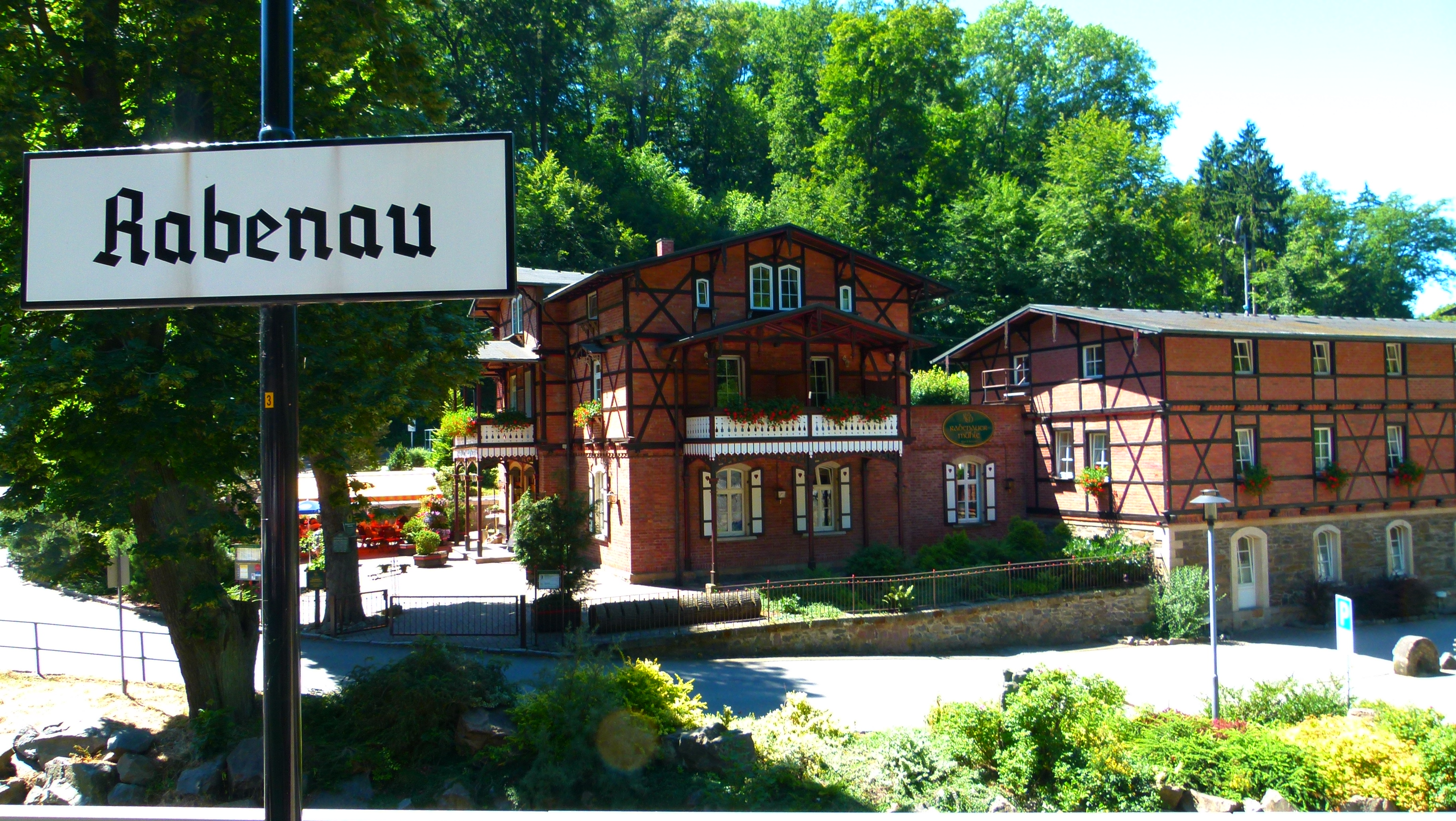
Památkově chráněná budova nádraží
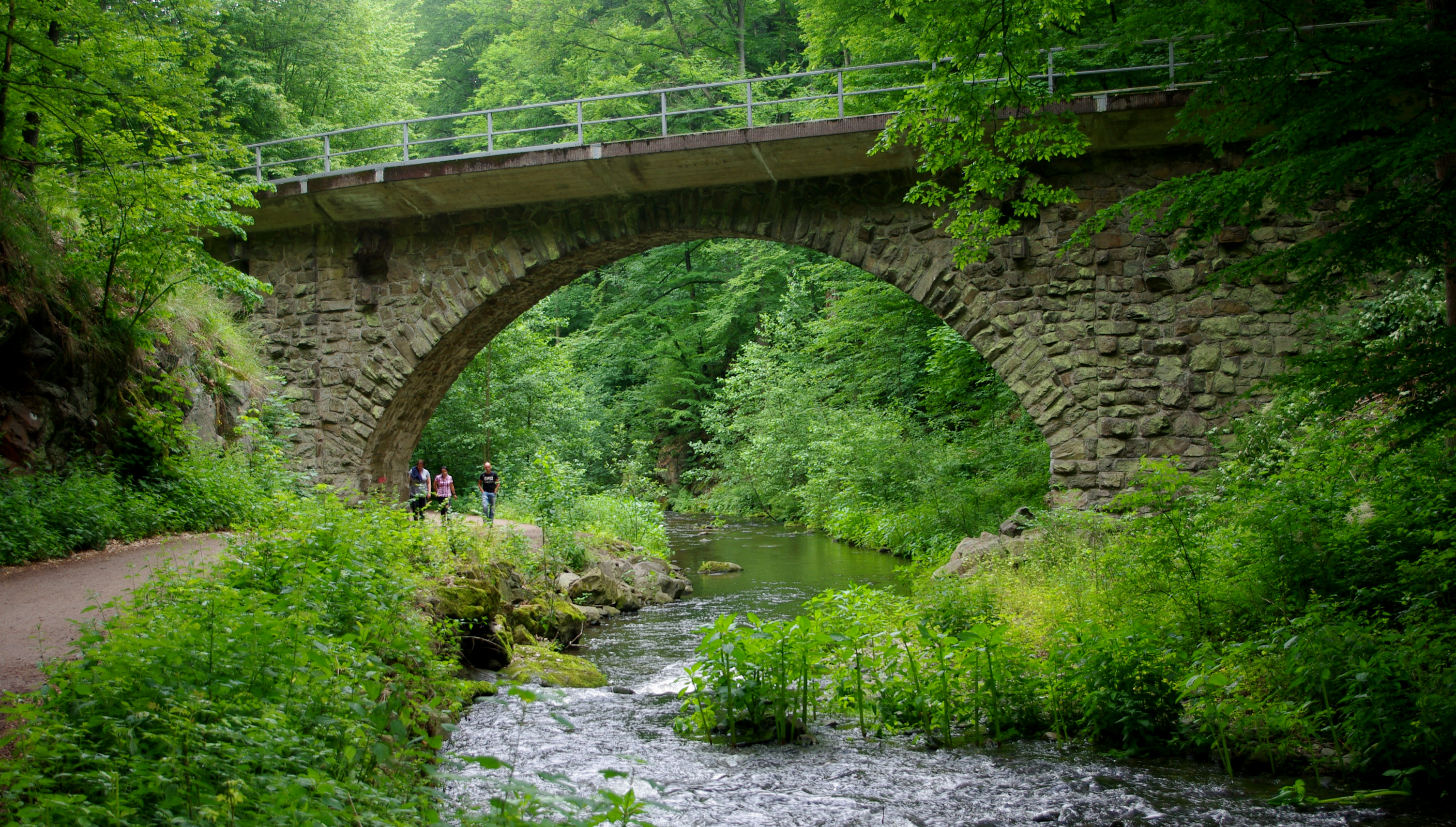
Železniční most přes Weißeritz
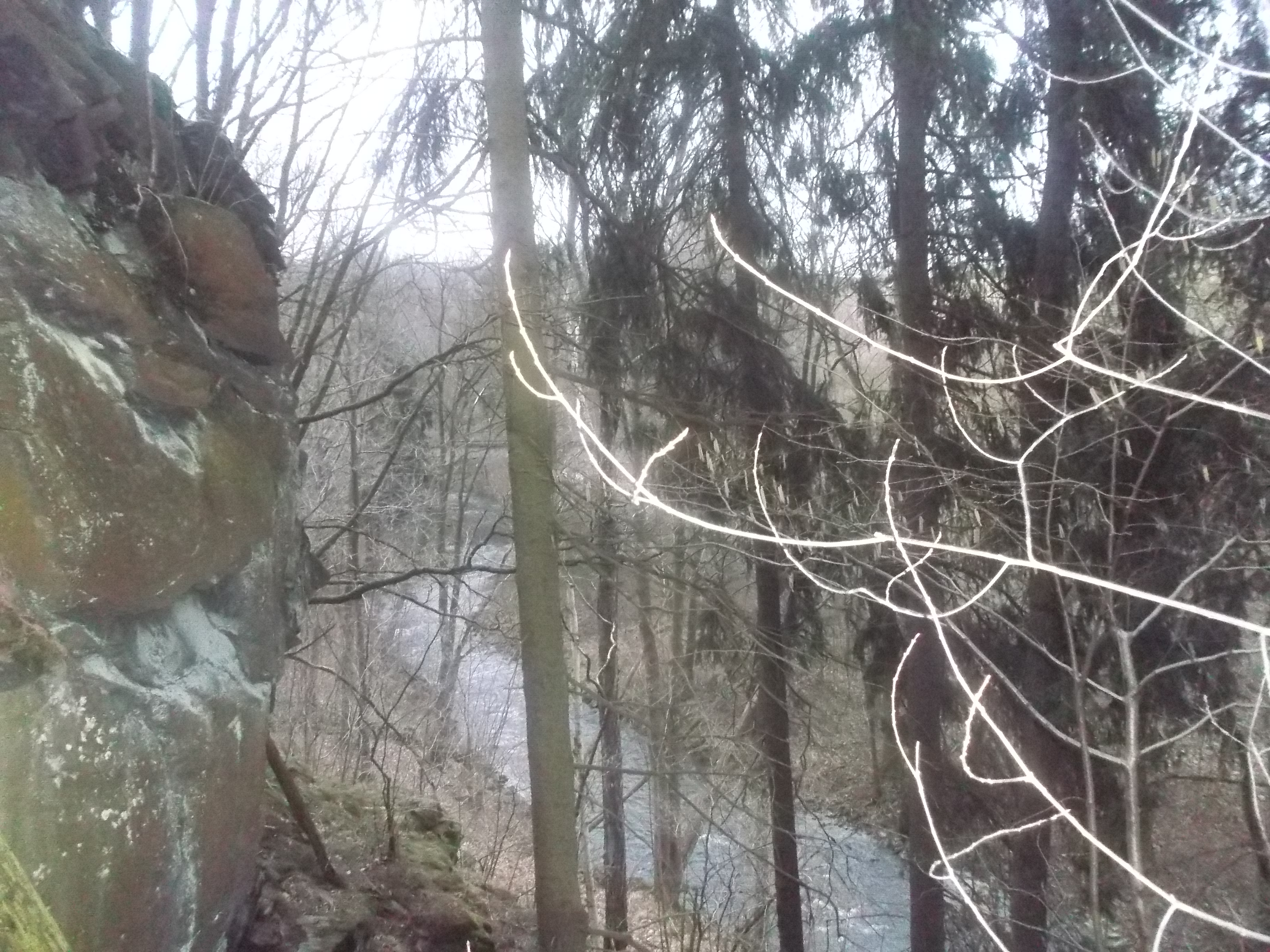
Údolí Seifersdorfer Grund
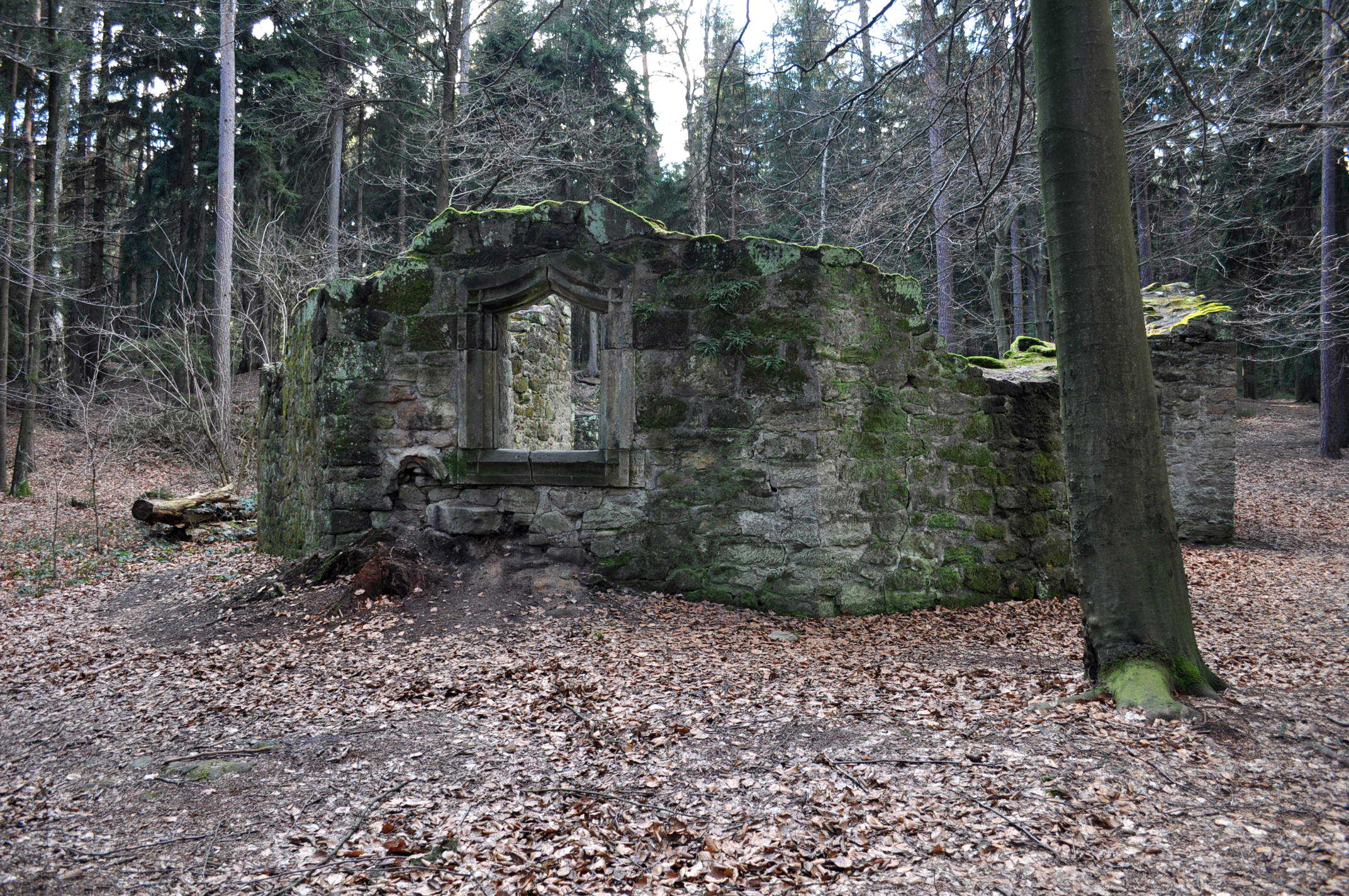
Ruiny kaple svaté Barbary
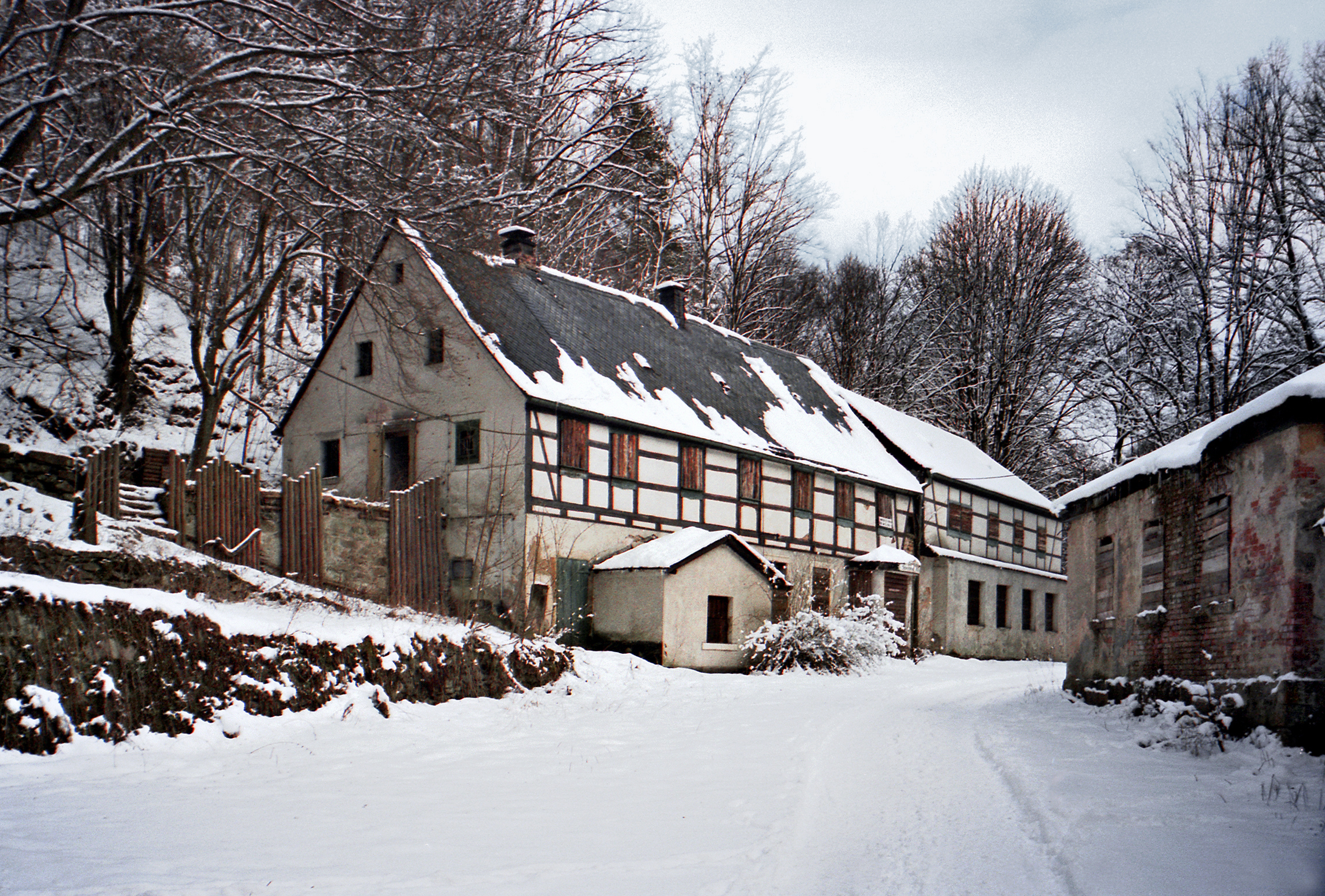
Hrázděná budova Spechtritzmühle